# Misja: Rodzina Yozakura
Misja: Rodzina Yozakura (jap. 夜桜さんちの大作戦 Yozakura-san chi no daisakusen) – manga autorstwa Hitsujiego Gondairy, publikowana na łamach magazynu „Shūkan Shōnen Jump” wydawnictwa Shūeisha od sierpnia 2019. Na jej podstawie studio Silver Link wyprodukowało serial anime, który emitowano od kwietnia do października 2024. Premiera drugiego sezonu zaplanowana jest na 2026 rok.

## Fabuła
Historia opowiada o Taiyo Asano, nastoletnim chłopaku, który stracił rodzinę w wypadku samochodowym. Jego jedynym pocieszeniem w życiu jest przyjaciółka z dzieciństwa, Mutsumi Yozakura. Jednak wszystko zmienia się, gdy Taiyo odkrywa, że wicedyrektor jego szkoły jest nie tylko starszym bratem Mutsumi, ale także pochodzi z rodziny szpiegów. Po kłótni w rodzinie Yozakura, Taiyo zostaje mężem Mutsumi i aby ją chronić, sam musi zostać szpiegiem.

## Bohaterowie

### Rodzina Yozakura
- Taiyo Asano (jap. 朝野 太陽 Asano Taiyō)

Seiyū: Reiji Kawashima 
- Mutsumi Yozakura (jap. 夜桜 六美 Yozakura Mutsumi)

Seiyū: Kaede Hondo 
- Kyoichiro Yozakura (jap. 夜桜 凶一郎 Yozakura Kyōichirō)

Seiyū: Katsuyuki Konishi 
- Futaba Yozakura (jap. 夜桜 二刃 Yozakura Futaba)

Seiyū: Akari Kitō 
- Shinzo Yozakura (jap. 夜桜 辛三 Yozakura Shinzō)

Seiyū: Kazuyuki Okitsu 
- Shion Yozakura (jap. 夜桜 四怨 Yozakura Shion)

Seiyū: Aoi Yūki 
- Kengo Yozakura (jap. 夜桜 嫌五 Yozakura Kengo)

Seiyū: Yoshitsugu Matsuoka 
- Nanao Yozakura (jap. 夜桜 七悪 Yozakura Nanao)

Seiyū: Yumi Uchiyama 
- Goliath (jap. ゴリアテ Goriate)

Seiyū: Yoshitsugu Matsuoka 

### Hinaguki
- Sui Aoi (jap. 蒼 翠 Aoi Sui)

Seiyū: Kōki Uchiyama 
- Rin Fudō (jap. 不動 りん Fudō Rin)

Seiyū: Romi Park 
- Ouga Inugami (jap. 犬神 王牙 Inugami Ōga)

Seiyū: Daiki Hamano 

### Inni
- Ayaka Kirisaki (jap. 切崎 殺香 Kirisaki Ayaka)

Seiyū: Mariya Ise 

## Manga
Seria była publikowana od 26 sierpnia 2019 do 20 stycznia 2025 w magazynie „Shūkan Shōnen Jump”. Wydawnictwo Shūeisha zebrało jej rozdziały w 29 tankōbonach, wydawanych od 4 lutego 2020 do 4 marca 2025.
| Nr | Data wydania (język japoński) | ISBN (język japoński)  |
| -- | ----------------------------- | ---------------------- |
| 1  | 4 lutego 2020                 | ISBN 978-4-08-882178-8 |
| 2  | 3 kwietnia 2020               | ISBN 978-4-08-882243-3 |
| 3  | 4 czerwca 2020                | ISBN 978-4-08-882334-8 |
| 4  | 4 sierpnia 2020               | ISBN 978-4-08-882382-9 |
| 5  | 4 listopada 2020              | ISBN 978-4-08-882475-8 |
| 6  | 4 stycznia 2021               | ISBN 978-4-08-882532-8 |
| 7  | 4 marca 2021                  | ISBN 978-4-08-882579-3 |
| 8  | 30 kwietnia 2021              | ISBN 978-4-08-882663-9 |
| 9  | 2 lipca 2021                  | ISBN 978-4-08-882709-4 |
| 10 | 4 października 2021           | ISBN 978-4-08-882792-6 |
| 11 | 4 stycznia 2022               | ISBN 978-4-08-883009-4 |
| 12 | 4 marca 2022                  | ISBN 978-4-08-883038-4 |
| 13 | 3 czerwca 2022                | ISBN 978-4-08-883143-5 |
| 14 | 2 września 2022               | ISBN 978-4-08-883227-2 |
| 15 | 4 listopada 2022              | ISBN 978-4-08-883288-3 |
| 16 | 4 stycznia 2023               | ISBN 978-4-08-883420-7 |
| 17 | 4 kwietnia 2023               | ISBN 978-4-08-883448-1 |
| 18 | 4 lipca 2023                  | ISBN 978-4-08-883567-9 |
| 19 | 4 września 2023               | ISBN 978-4-08-883667-6 |
| 20 | 2 listopada 2023              | ISBN 978-4-08-883748-2 |
| 21 | 4 stycznia 2024               | ISBN 978-4-08-883794-9 |
| 22 | 4 marca 2024                  | ISBN 978-4-08-883845-8 |
| 23 | 4 kwietnia 2024               | ISBN 978-4-08-884002-4 |
| 24 | 4 czerwca 2024                | ISBN 978-4-08-884119-9 |
| 25 | 2 sierpnia 2024               | ISBN 978-4-08-884134-2 |
| 26 | 4 października 2024           | ISBN 978-4-08-884212-7 |
| 27 | 4 grudnia 2024                | ISBN 978-4-08-884354-4 |
| 28 | 4 lutego 2025                 | ISBN 978-4-08-884432-9 |
| 29 | 4 marca 2025                  | ISBN 978-4-08-884435-0 |

## Powieść
W październiku 2022 z okazji trzeciej rocznicy mangi, ogłoszono, że otrzyma ona adaptację w formie powieści. Książka, zatytułowana Yozakura-san chi no daisakusen Yozakura-ka kansatsu nikki (jap. 夜桜さんちの大作戦 夜桜家観察日記), została wydana 4 lipca 2023.

## Anime
W grudniu 2022 ogłoszono, że manga zostanie zaadaptowana na telewizyjny serial anime przez studio Silver Link. Seria została wyreżyserowana przez Mirai Minato, która odpowiadała także za scenariusz, funkcję projektanta postaci i głównego reżysera animacji pełnił Mizuki Takahashi, a muzykę skomponowali Kōji Fujimoto i Osamu Sasaki. Premiera w Japonii odbyła się 7 kwietnia 2024. Motywem otwierającym jest „Unmei-chan” (jap. 運命ちゃん) w wykonaniu Ikimonogakari, natomiast końcowym „Fam!” autorstwa Chico. Drugi motyw otwierający, zatytułowany „Fam!”, wykonują fripSide i Yoshino Nanjō, natomiast drugi motyw końcowy, „Kekkon kōshin kyoku” (jap. 結婚行進曲), zaśpiewał duet ASOBI Doumei. W Polsce seria dostępna jest za pośrednictwem platformy Disney+.
Po wyemitowaniu ostatniego odcinka zapowiedziano powstanie drugiego sezonu. Jego premiera zaplanowana jest na 2026 rok.

### Lista odcinków
| №  | Tytuł | Reżyseria            | Scenariusz      | Premiera            |
| -- | --- | -------------------- | --------------- | ------------------- |
| 1  | Pierścień kwiatu wiśni Sakura no yubiwa (桜の指輪)                                                                   | Mirai Minato         | Mirai Minato    | 7 kwietnia 2024     |
| 2  | Ratując klan Yozakura Yozakura no inochi (夜桜の命)                                                                  | Takahiro Nakatsugawa | Mirai Minato    | 14 kwietnia 2024    |
| 3  | Uczucia Kimochi (気持ち)                                                                                             | Masahiro Hosoda      | Nanami Hoshino  | 21 kwietnia 2024    |
| 4  | Kengo / Shinzo (嫌五 / 辛三)                                                                                         | Yamato Ouchi         | Nanami Hoshino  | 28 kwietnia 2024    |
| 5  | Przesłuchanie / Data Torishirabe / Dēto (取り調べ / デート)                                                          | Takahiro Nakatsugawa | Akira Nishikubo | 5 maja 2024         |
| 6  | Pluskwa Bagu (バグ)                                                                                                  | Mirai Minato         | Akira Nishikubo | 12 maja 2024        |
| 7  | Rządowi szpiedzy Kōmuin supai (公務員スパイ)                                                                         | Misaki Nishimoto     | Kento Shimoyama | 19 maja 2024        |
| 8  | Impreza Kuroyuri Kuroyuri tō (黒百合党)                                                                              | Yasuo Ejima          | Kento Shimoyama | 26 maja 2024        |
| 9  | Znaczenie czarnej lilii Kuroyuri no hanakotoba (黒百合 の花言葉)                                                     | Kazuhito Ōmiya       | Kento Shimoyama | 2 czerwca 2024      |
| 10 | Sprawa pokojówki rodziny Yozakura Yozakura no meido / Uwaki (夜桜のメイド / 浮気)                                    | Polon                | Michiko Yokote  | 9 czerwca 2024      |
| 11 | Opowieści o duchach Yozakury / Licencja szpiegowska Yozakura no kaidan / Supai menkyoshō (夜桜の怪談 / スパイ免許証) | Takahiro Nakatsugawa | Akira Nishikubo | 16 czerwca 2024     |
| 12 | Dziadek zbieg Purizun jiji bureiku (プリズンジジブレイク)                                                            | Masahiro Hosoda      | Nanami Hoshino  | 23 czerwca 2024     |
| 13 | Tanpopo (タンポポ)                                                                                                   | Misaki Nishimoto     | Kento Shimoyama | 30 czerwca 2024     |
| 14 | Celuj w apartament Mezase suītorūmu (目指せスイートルーム)                                                           | Yamato Ouchi         | Kento Shimoyama | 7 lipca 2024        |
| 15 | Krew Yozakury Yozakura no chi (夜桜の血)                                                                             | Kazuhito Ōmiya       | Kento Shimoyama | 14 lipca 2024       |
| 16 | Porządkując podwórko Niwa soji (庭掃除)                                                                              | Mirai Minato         | Kento Shimoyama | 21 lipca 2024       |
| 17 | Na ratunek Nanao Nanao no kusuri (七悪のくすり)                                                                      | Takahiro Nakatsugawa | Akira Nishikubo | 28 lipca 2024       |
| 18 | Historia gorących źródeł Yozakury Yozakura onsen monogatari (夜桜温泉物語)                                           | Mirai Minato         | Mirai Minato    | 4 sierpnia 2024     |
| 19 | Narkotyk zwany Tanpopo Tanpopo to iu kusuri (タンポポという薬)                                                       | Yamato Ouchi         | Nanami Hoshino  | 11 sierpnia 2024    |
| 20 | Słoneczne kolczyki Taiyō no piasu (太陽のピアス)                                                                     | Hiroaki Takagi       | Nanami Hoshino  | 18 sierpnia 2024    |
| 21 | Pierwsza linia frontu Yozakury / Rozkwit Yozakura zensen / Kaika (夜桜前線 / 開花)                                   | Masahito Otani       | Misaki Morie    | 25 sierpnia 2024    |
| 22 | Impreza na cześć kwitnącej wiśni O hana mi (お花見)                                                                  | Yamato Ouchi         | Nanami Hoshino  | 1 września 2024     |
| 23 | Wiatr ze wschodu / Broń Kochi / Buki (東風 / 武器)                                                                   | Takahiro Nakatsugawa | Michiko Yokote  | 8 września 2024     |
| 24 | Shion i Kengo kontra Chacha i Aonuma Shion & Kengo VS Chacha & Aonuma (四怨 & 嫌五 VS チャチャ & アオヌマ)           | Yamato Ouchi         | Michiko Yokote  | 15 września 2024    |
| 25 | Ai i Mizuki Ai to Mizuki (アイとミズキ)                                                                              | Hidehiko Kadota      | Kento Shimoyama | 22 września 2024    |
| 26 | Stara krew Furui chi (旧い血)                                                                                        | Hiroaki Takagi       | Nanami Hoshino  | 29 września 2024    |
| 27 | Misja wykonana / Przyjęcie Sakusen shūryō / Hirōen (作戦終了 / 披露宴)                                               | Takahiro Nakatsugawa | Kento Shimoyama | 6 października 2024 |

## Odbiór
Do grudnia 2022 manga liczyła 1,5 miliona egzemplarzy w obiegu. W 2020 roku seria została nominowana do 6. edycji  Next Manga Award.